# Siebe
Siebe is een voornaam voor jongens, afgeleid van Sibe.
Zowel Sibe als Siebe zijn Friese namen, die een tweestammige verkorting zijn van Germaanse namen met als eerste lid Sigi-, Sî- wat 'zege' of 'overwinning' betekent en waarvan het tweede lid met b- begon, bijvoorbeeld -bald (zoals Sibald) of -bert, of -brand (zoals Sibrand).

## Bekende personen met de naam Siebe
- Siebe Blondelle (1986) is een Belgische verdediger van voetbalclub Vitesse
- Siebe Horemans (1998)  is een Belgisch voetballer bij KAA Gent
- Siebe Jan Bouma (1899-1959), Nederlands architect en stedenbouwkundige
- Siebe Schrijvers (1996) is een Belgische voetballer die onder contract staat bij KRC Genk